# Adlerfisch
Als Adlerfisch oder Umberfisch (im Fischhandel auch als frz. maigre oder engl. meagre geführt) wird der im Ostatlantik vorkommende, bis zu 2,3 Meter lange und zuweilen über 100 Kilogramm schwere Argyrosomus regius (= Sciaena aquila (Lacepède, 1803)) aus der Familie der Umberfische (Sciaenidae) bezeichnet. Zuweilen tragen jedoch auch kleinere Fischarten aus dem Westatlantik den Namen Adlerfisch, beispielsweise die Umberfische Cynoscion arenarius, Micropogonias undulatus und Pogonias cromis, sowie der Amerikanische Sägehai Pristiophorus schroederi aus der Familie der Sägehaie.

## Merkmale

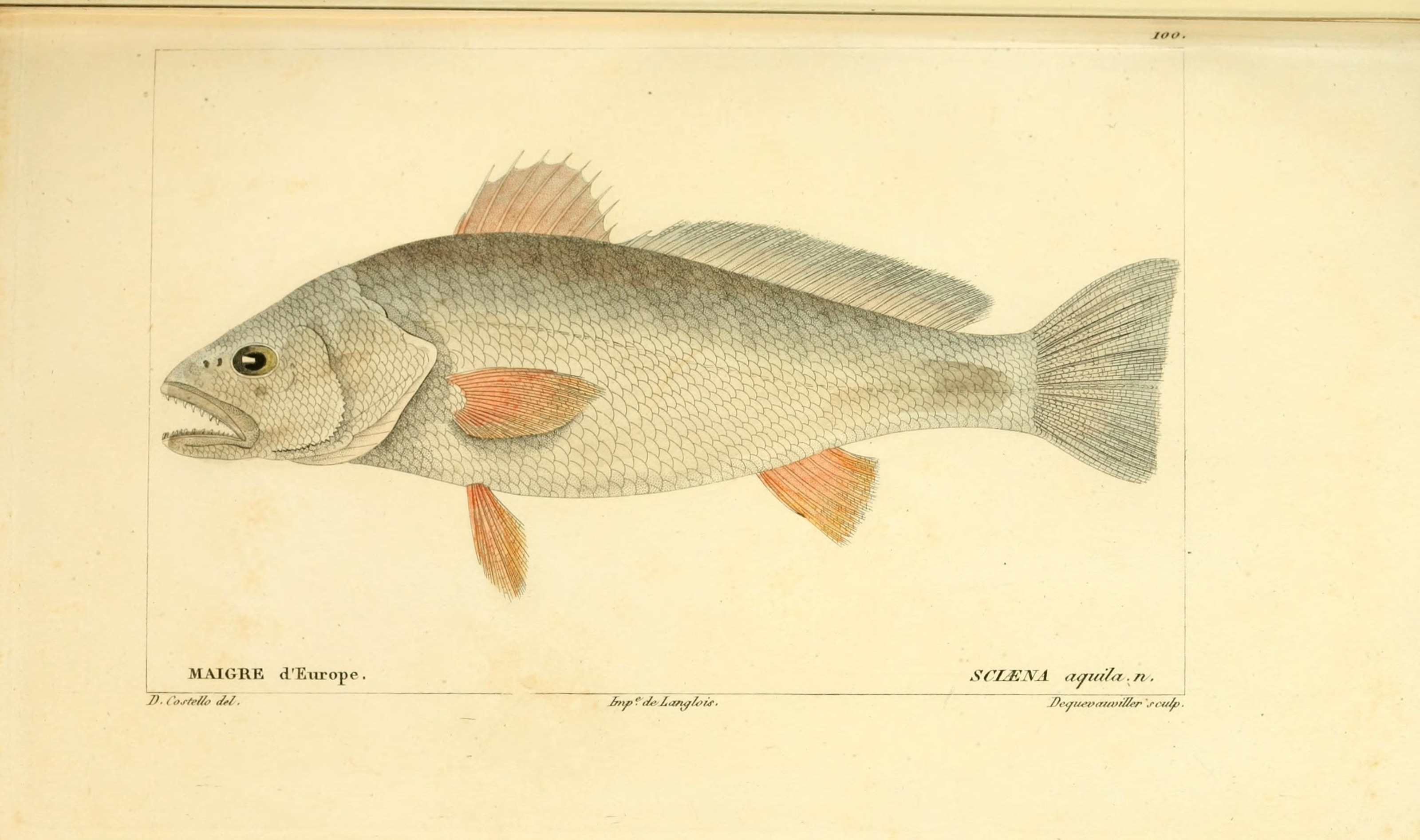
Illustration des Adlerfischs (Sciaena aquila)

Der Adlerfisch kommt meist küstennah in Tiefen von 15 bis 300 Metern vor und ist auch im Brackwasser zu finden. Der Name ergibt sich vermutlich aus der für Sciaeniden typischen, bogigen Kopfprofil-Linie.
Seine Nahrung besteht neben schwimmenden Krebstieren aus Fischen wie etwa Clupeidae, Atherinidae und Mugilidae. Er ist als der größte Umber ein aktiver Raubfisch. Das Gebiss weist zwischen den sonstigen kleineren Kieferrandzähnen etliche stärkere Fangzähne auf. Die Zähne der verwachsenen unteren Pharyngealia sind plump und dienen der Nahrungszerkleinerung, besonders der Krebstiere – Barteln fehlen. Die Färbung ist ein silbriges Weiß, Rücken und Flossen sind (rot-)braun. Erwähnt wird oft, dass die Mundhöhlen-Schleimhaut wie beim Lachs gelb sei. Die Flossenformel ist D1 X–XI, D2 II/27–33, A II/7–8.

## Verbreitung
Die südliche Grenze seines Verbreitungsraumes liegt bei etwa 6° südlicher Breite, während der Adlerfisch im Norden durch den Ärmelkanal bis in die Nordsee vordringt sowie an den Südküsten Irlands und Britanniens vorkommt. Er bewohnt auch das Mittelmeer, ist in dessen südöstlichem Teil aber seltener, und vereinzelt das Schwarze Meer. Er gehört zu den wenigen Arten, die durch den Suezkanal in das Rote Meer eingewandert sind (siehe Lessepssche Migration). Einzelfunde vor Island, Norwegen, in der Ostsee und dem Indischen Ozean (wo bis Süd-Afrika und Japan etliche verwandte, zum Teil auch ähnlich große Arten leben) sind bekannt.

## Verhalten

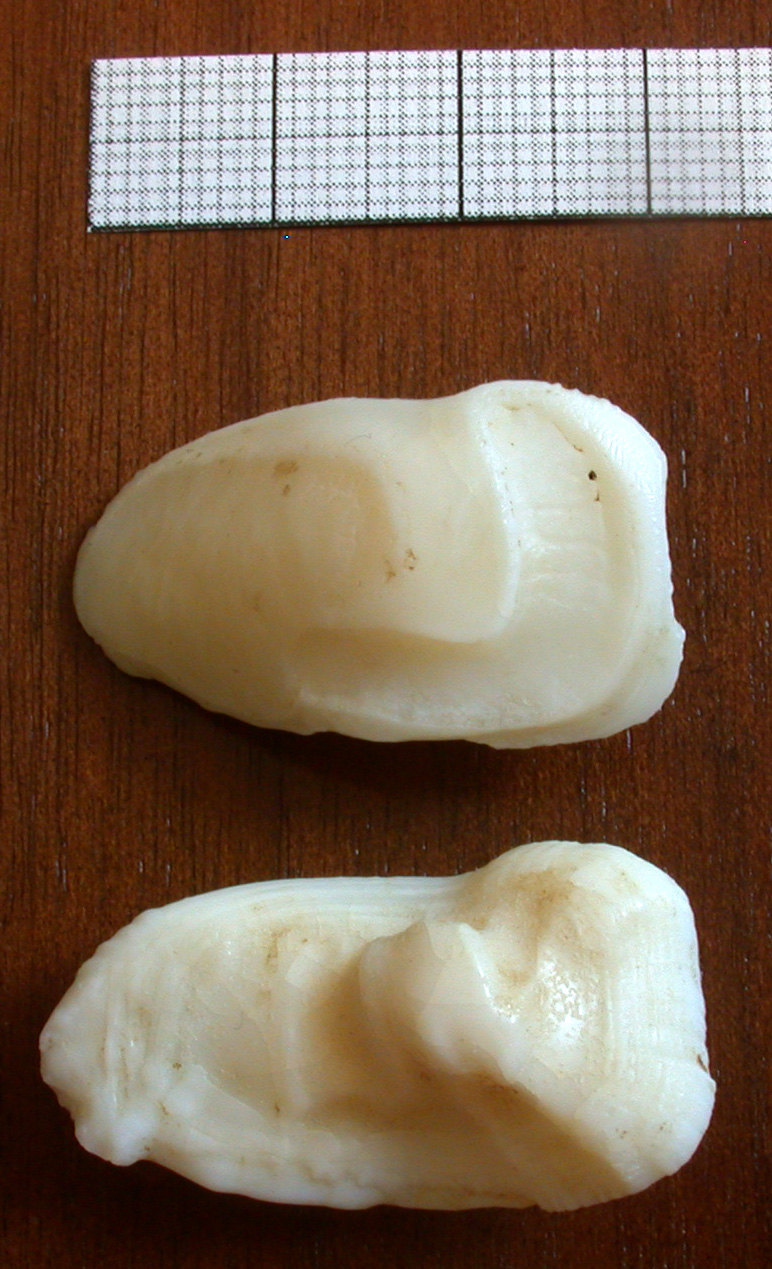
Otolithen eines Adlerfisches

Wie alle Umberfische kann auch der Adlerfisch mithilfe von Muskeln an seiner Schwimmblase tiefe Laute erzeugen, die einer akustischen Kommunikation dienen. Dies geschieht vorwiegend während der Laichzeit im Frühjahr, wenn die Fische in Scharen die wärmsten Küsten ihres Gebietes aufsuchen, also zum Beispiel vor den Maghreb-Staaten. Artgenossen können die Schallwellen als Vibrationen wahrnehmen mittels über 3 Zentimeter großer Otolithen in ihrem stato-akustischen Organ.

## Nutzung
Seit der Antike ist die sciaena ein geschätzter Speise-, jetzt auch ein wichtiger Nutz- und Sportfisch; in Spanien und Frankreich wird er bereits in Aquakultur gezogen – auch mit den bekannten Negativfolgen.